# 佩氏兔脂鯉
佩氏兔脂鯉，為輻鰭魚綱脂鯉目脂鯉亞目上口脂鯉科的其中一個種，分布於南美洲圭亞那及亞馬遜河上游流域，體長可達12公分，棲息在植被茂盛生長的水域，以藻類及植物為食，生活習性不明。